# Клейтон (селище, Вісконсин)
Клейтон (англ. Clayton) — селище (англ. village) в США, в окрузі Полк штату Вісконсин. Населення — 550 осіб (2020).

## Географія
Клейтон розташований за координатами 45°19′39″ пн. ш. 92°9′52″ зх. д. / 45.32750° пн. ш. 92.16444° зх. д. (45.327452, -92.164524).  За даними Бюро перепису населення США в 2010 році селище мало площу 8,40 км², з яких 8,07 км² — суходіл та 0,33 км² — водойми.

## Демографія
Згідно з переписом 2010 року, у селищі мешкала 571 особа в 208 домогосподарствах у складі 149 родин. Густота населення становила 68 осіб/км².  Було 225 помешкань (27/км²).
Расовий склад населення:
| - 96,0 % — білих - 0,7 % — чорних або афроамериканців - 0,2 % — корінних американців - 1,2 % — осіб інших рас |

До двох чи більше рас належало 1,9 %. Частка іспаномовних становила 2,1 % від усіх жителів.
За віковим діапазоном населення розподілялося таким чином: 33,6 % — особи молодші 18 років, 58,7 % — особи у віці 18—64 років, 7,7 % — особи у віці 65 років та старші. Медіана віку мешканця становила 29,1 року. На 100 осіб жіночої статі у селищі припадало 96,9 чоловіків;  на 100 жінок у віці від 18 років та старших — 93,4 чоловіків також старших 18 років.
Середній дохід на одне домашнє господарство  становив 47 173 долари США (медіана — 41 023), а середній дохід на одну сім'ю — 49 928 доларів (медіана — 44 063). За межею бідності перебувало 19,2 % осіб, у тому числі 22,6 % дітей у віці до 18 років та 6,9 % осіб у віці 65 років та старших.
Цивільне працевлаштоване населення становило 276 осіб. Основні галузі зайнятості: виробництво — 44,6 %, освіта, охорона здоров'я та соціальна допомога — 25,7 %, мистецтво, розваги та відпочинок — 10,9 %, роздрібна торгівля — 9,1 %.